# Чатахучи (окръг, Джорджия)
Окръг Чатахучи (на английски: Chattahoochee County) е окръг в щата Джорджия, Съединени американски щати. Площта му е 650 km², а населението - 14 041 души. Административен център е град Кюсийта.